# 還來得及說愛妳
《還來得及說愛妳》是一部2011年的臺灣紀錄片，為台灣模特兒林志玲執導的紀錄片。紀錄片於2011年3月1日在YouTube網路影音平台公開播出。於2011年4月17日在公視電視播出。

## 簡介
《還來得及說愛妳》紀錄片描述關於四個真實的故事，由26歲到55歲的婦癌病友用生命血淚交織換來的影片。從四位主角開始發現、面對病痛、接受治療，來呼籲提醒女性朋友癌症篩檢的重要性。

## 播出平台

### 網路
- （繁體中文）紀錄片預告片 （页面存档备份，存于）
- （繁體中文）正片上集 （页面存档备份，存于）
- （繁體中文）正片下集 （页面存档备份，存于）
- （繁體中文）正片下集(修正版)

### 電視台
- 2011年4月17日15:30至16:00，公視，節目來源：捐贈。

## 音樂

### 配樂
〈日光告别〉(Goodbye In Sunlight)
- 演奏：林海
- 作曲：林海
- 編曲：林海
- 專輯：遠方的寂靜(Wings Of Silence)
- 提供：風潮音樂[3]
- 出現時間：00:00:00-00:01:21

〈再見往事，再見〉(When by Gones and by Gones)
- 演奏：林海
- 作曲：林海
- 編曲：林海
- 弦樂指揮：范宗沛
- 專輯：愛情風華(Colors of Amour)
- 提供：風潮音樂[4]
- 出現時間：00:01:35-00:02:54、00:03:26-00:04:11

〈可風〉
- 演唱：黃建為
- 作詞：黃建為
- 作曲：黃建為
- 編曲：黃建為、吳金黛
- 吉他：黃建為
- 合音：黃建為、吳金黛
- 專輯：Over The Way
- 提供：風潮音樂[5]
- 出現時間：00:04:21-00:06:14、00:17:36-00:19:34

### 片尾曲
〈可風〉
- 演唱：林志玲
- 作曲：黃建為
- 編曲：黃建為、吳金黛
- 吉他：黃建為
- 鋼琴：
- 出現時間：00:14:40-00:15:38、00:15:49-00:17:17、00:21:15-00:23:18

## 製作團隊
- 導演
  - 林志玲
- 製作統籌
  - 潘至峯
- 行政統籌
  - 王經維
- 文案
  - 林志玲
  - 劉駿耀
- 製片
  - 鄭雅元
- 攝影
  - 林書正
  - 陳振德
  - 吉星傳播有限公司
- 燈光
  - 白杰立
  - 張如青
- 攝影助理
  - 周大智
  - 鄧伊君
- 剪接
  - 王公誠
- 視覺特效
  - 黃佩荃
  - 邱奕勳
- 混音
  - 王公誠
- 混音助理
  - 陳悅恩
- 後期行政
  - 陳寶華
- 後期製作
  - 磐石數位媒體有限公司
- 數位拷貝製作
  - 磐石數位媒體有限公司
- 音樂製作
  - 斐聲音效工作室
- 影片製作
  - 白盒子視覺整合有限公司
- 音樂提供
  - 風潮音樂
    - 黃建為-可風
    - Over the Way
    - 日光告別
    - 再見往事再見
    - Look Back顧盼

- 指導單位
  - 行政院衛生署國民健康局

- 鳴謝
  - P&G 寶橋家品 - Max Rangel 雷邁士
  - P&G 寶橋家品 - Rene Co 許有杰
  - 中華民國癌症希望協會
  - 中華民國乳癌病友協會
  - 台大醫院婦產科主治醫師 - 鄭文芳醫生
  - 行政院衛生署桃園醫院
  - 財團法人長庚紀念醫院
  - 財團法人乳癌防治基金會
  - 高雄醫學大學附設中和紀念醫院
  - 福爾摩莎乳房重建協會
  - 蓮田飯店